# Manfred Reitz
Manfred Reitz (* 1944 in Mainz) ist ein deutscher Biologe und Publizist. 

## Leben und Wirken
Reitz studierte Biologie mit den Schwerpunkten Biochemie und Molekularbiologie sowie Publizistik. Seine Promotion erfolgte über ein Thema aus der Immunologie. Er hat an mehreren Forschungsinstituten gearbeitet und sich mit Themen aus der Krebsforschung und der Genotoxizität beschäftigt.
Neben seinen wissenschaftlichen Aktivitäten ist Reitz seit den 1970er Jahren auch als Wissenschaftsjournalist und später als Sachbuchautor tätig. Er schreibt für verschiedene Zeitungen und Zeitschriften wie die „Umschau in Wissenschaft und Technik“, die Neue Zürcher Zeitung, Die Zeit, Die Welt und für eine Presse-Agentur in Zürich. Für das ZDF-Wissenschaftsmagazin „Querschnitte“ führte er Beratungen bei Drehbüchern durch. In der Zeitschrift „Die Pharmazeutische Industrie“ ist er für eine eigene monatliche Wissenschaftskolumne zuständig.
1978 erhielt er einen Preis des Bundesministeriums für Forschung und Technologie für eine vorbildliche, allgemeinverständliche Darstellung eines wissenschaftlichen Themas.
Reitz ist Mitglied der New York Academy of Sciences und anderer wissenschaftlicher Vereinigungen.

## Schriften
Manfred Reitz publizierte rund 100 wissenschaftliche Veröffentlichungen von eigenen Forschungsarbeiten, daneben über 600 journalistische Arbeiten aus den Bereichen Biowissenschaften und Medizin sowie über 100 journalistische Arbeiten aus den Bereichen Kunst und Kulturgeschichte.